# Metrosideros arfakensis
Metrosideros arfakensis là một loài thực vật có hoa trong Họ Đào kim nương. Loài này được Gibbs mô tả khoa học đầu tiên năm 1917.